# Liste der Naturschutzgebiete im Landkreis Miltenberg
Im Landkreis Miltenberg gibt es elf Naturschutzgebiete. Das größte Naturschutzgebiet ist das 1985 eingerichtete Naturschutzgebiet Ehemaliger Standortübungsplatz Aschaffenburg und Altenbachgrund.
| Name                                                            | Bild | Kennung                      | Kreis                               | Einzelheiten                                           | Position | Fläche Hektar | Datum |
| --------------------------------------------------------------- | ---- | ---------------------------- | ----------------------------------- | ------------------------------------------------------ | -------- | ------------- | ----- |
| Aubachtal bei Wildensee                                         |      | NSG-00380.01 WDPA: 162257    | Landkreis Miltenberg                |                                                        | ⊙        | 62,98         | 1977  |
| Buntsandsteinbruch Reistenhausen                                |      | NSG-00172.01 WDPA: 318268    | Landkreis Miltenberg                |                                                        | ⊙        | 15,37         | 1987  |
| Buntsandsteinbrüche bei Bürgstadt                               |      | NSG-00173.01 WDPA: 81491     | Landkreis Miltenberg                |                                                        | ⊙        | 24,59         | 1983  |
| Buntsandsteinbrüche bei Dorfprozelten                           |      | NSG-00297.01 WDPA: 162638    | Landkreis Miltenberg                |                                                        | ⊙        | 16,48         | 1983  |
| Ehemaliger Standortübungsplatz Aschaffenburg und Altenbachgrund |      | NSG-00748.01 WDPA: 555546333 | Aschaffenburg, Landkreis Miltenberg | Aschaffenburg: 288,58 ha Landkreis Miltenberg: 4,89 ha | ⊙        | 293,47        | 2010  |
| Eutergrund bei Bullau                                           |      | NSG-00326.01 WDPA: 163012    | Landkreis Miltenberg                |                                                        | ⊙        | 3,97          | 1982  |
| Feuchtwiesen im Sulzbachtal                                     |      | NSG-00262.01 WDPA: 163085    | Landkreis Miltenberg                |                                                        | ⊙        | 25,39         | 1984  |
| Grohberg                                                        |      | NSG-00290.01 WDPA: 163327    | Landkreis Miltenberg                |                                                        | ⊙        | 38,68         | 1986  |
| Mainauen bei Sulzbach und Kleinwallstadt                        |      | NSG-00476.01 WDPA: 164553    | Landkreis Miltenberg                |                                                        | ⊙        | 89,21         | 1994  |
| Wald am Busigberg bei Großheubach                               | BW   | NSG-00606.01 WDPA: 319271    | Landkreis Miltenberg                |                                                        | ⊙        | 27,69         | 2002  |
| Wald an der Mainhölle bei Großheubach                           | BW   | NSG-00607.01 WDPA: 319272    | Landkreis Miltenberg                |                                                        | ⊙        | 17,38         | 2002  |
| Legende für Naturschutzgebiet                                   |      |                              |                                     |                                                        |          |               |       |